# Cardillac

Cardillac, op. 39 est un opéra en trois actes et quatre tableaux composé par Paul Hindemith en 1926 sur un livret de Ferdinand Lion. C'est le premier opéra important d'Hindemith.
Le livret est tiré de la nouvelle Mademoiselle de Scudéry (Das Fräulein von Scuderi) de E. T. A. Hoffmann, écrit en 1819 mais le librettiste n'en a retenu que l'idée principale, celle de la passion d'un orfèvre pour sa propre oeuvre. 

## Contexte musical et histoire des représentations
Hindemith se rapprochait alors du mouvement « Neu Sachlichkeit », la « Nouvelle objectivité », courant esthétique né en Allemagne après 1918 en opposition à l'expressionnisme. Concernant l'opéra, cela signifie notamment, écarter toute forme de sentimentalisme dans le traitement de l'histoire qui doit être le plus objective possible, et surtout, composer la musique totalement indépendamment du livret, à l'exact inverse des conceptions développées par Wagner. Le choix de la forme musicale se veut donc sans rapport avec la situation dramatique.
La première a eu lieu le 9 novembre 1926 au Sächsischen Staatstheater de Dresde (aujourd'hui le Semperoper). La direction musicale était assurée par Fritz Busch, avec Robert Burg (de) dans le rôle de Cardillac et la mise en scène par Issay Dobrowen, lui-même chef d'orchestre.
Hindemith  fut éreinté par la presse du lendemain : « Une totale cacophonie » − « Cette musique n'a plus rien à voir avec le romantisme du matériau de base ni avec la chaleur du sentiment ». Sa musique fut classée parmi les musiques dégénérées par le IIIe Reich. 
La première italienne de l'opéra n'eut lieu qu'en 1948 à la Biennale de Venise dans le cadre du Festival de musique contemporaine de Venise. 
En 1952, Hindemith a composé une nouvelle version de cet opéra, remettant en question sa conception trop formaliste de l'art lyrique. C'est cependant la première version, dite de 1926, qui reste la plus souvent jouée. 
La première représentation a eu lieu le 20 juin 1952 à Zurich, sous la direction de Victor Reinshagen. L'œuvre reste rare mais a fait l'objet de quelques productions dans plusieurs maisons d'opéra ces dix dernières années. 
La première américaine a eu lieu à l'opéra de Santa Fe en 1967 avec une mise en scène du réalisateur Bodo Igesz. 
Cardillac a été monté en 2005 et 2008 à l'Opéra Bastille sous la direction musicale de Kent Nagano, dans une mise en scène d'André Engel. Ce spectacle a fait l'objet d'une parution en DVD chez Bel Air Classiques en 2007.
En 2010, l'opéra de Vienne donne à nouveau une série de représentations dans la mise en scène de Sven-Eric Bechtolf qui créée une scénographie originale à l'esthétique inspirée du film expressionniste noir de l'Allemagne de l'entre deux-guerres. Cette mise en scène sera reprise en 2012, 2015 et 2022.
L'opéra de Flandre choisit une mise en scène de Guy Joosten qui transpose l'action à l'époque de la création de l'œuvre, dans les années 1920, s'inspirant lui aussi de l'atmosphère des films de Fritz Lang, en montant à son tour cet opéra en 2019.

## Rôles
| Rôles                 | Tessiture | Première distribution 9 novembre 1926 |
| --------------------- | --------- | ------------------------------------- |
| Cardillac, Orfèvre    | Baryton   | Robert Burg                           |
| La Fille de Cardillac | Soprano   | Claire Born                           |
| L'Officier            | Ténor     | Max Hirzel                            |
| Le Marchand d'or      | Basse     | Adolph Schoepfin                      |
| Le Chevalier          | Ténor     | Ludwig Max Eybisch                    |
| La Dame               | soprano   | Grete Merrem-Nikisch                  |
| Le Sergent Prévôt     | Basse     | Paul Schöffler                        |

## Synopsis
Cardillac est un orfèvre de génie  à la cour de Louis XIV. Il a tant de mal à se séparer de ses œuvres, qu’il poursuit et assassine ses clients pour les récupérer. L’affaire se double d’une intrigue œdipienne : la fille de Cardillac n’arrive pas à partir avec son amant car elle ne se résout pas à abandonner son père.

### Acte 1

#### Scène 1
La foule déambule dans la ville, agitée et exprimant son inquiétude à la suite d'une série de meurtres mystérieux et sordides. Des gens fortunés sont poignardés et aussitôt dépouillés des bijoux qu'ils venaient d'acquérir cher l'orfèvre le plus réputé de la cité. La police calme la foule en promettant de sévir et d'appliquer des lois d'exception. L'orfèvre Cardillac entre en scène et la foule se retire tandis que la Dame interroge le Chevalier à propos de l'orfèvre. Ce dernier vante la valeur et la beauté inestimable de ses oeuvres d'orfèvrerie. La Dame promet au Cavalier un rendez-vous ce soir-là s'il peut lui apporter la plus belle œuvre de Cardillac.

#### Scène 2
La Dame et le Chevalier se rendent à leur rendez-vous amoureux et passionné et le Chevalier offre à la Dame l'une des oeuvres en or de Cardillac. Un personnage masqué s'introduit alors dans leur chambre et poignarde mortellement le Chevalier pour s'emparer de la précieuse ceinture en or tandis que la Dame perd connaissance.

### Acte 2
Cardillac reçoit chez lui un marchand d'or qui mentionne à Cardillac le dernier meurtre qui a impliqué le vol d'une œuvre récente de Cardillac. Le marchand d'or a des soupçons sur l'identité du meurtrier. Cardillac confie alors à sa fille la surveillance de son atelier, alors qu'elle attend son amant l'Officier. Cardillac revient et il apparaît clair que seul son travail compte vraiment.  Il rencontre alors le Roi et lui propose de créer sa plus grande œuvre d'art pour lui, mais Cardillac s'y refuse, ne voulant pas être contraint de tuer le Roi. Il accepte peu après de donner la main de sa fille à l'Officier sans parvenir à le convaincre de ne pas lui commander de chaine en or pour sa fiancée. Et, incapable de résister à la séparation d'avec l'une de ses oeuvres, il se lance à la poursuite de l'Officier avec son poignard.

### Acte 3
Dans une taverne Cardillac retrouve et blesse l'Officier sans parvenir à le tuer. Ce dernier le repousse et contre-attaque sans se séparer de la chaine en or. L'Officier enjoint cependant au père de sa fiancée de fuir et dénonce à la police le Marchand d'or comme étant son agresseur tout en révélant la vérité à la fille de Cardillac, sa fiancée.
Finalement arrêté par la foule à la suite des accusations du Marchand d'or, Cardillac est défendu par l'Officier qui réfute l'accusation du Marchand d'Or. La foule prend d'abord le parti de Cardillac mais est, peu à peu, prise de doute. Enfin, Cardillac avoue et révèle à la foule qu'il est l'assassin. Ils exigent qu'il se repente de ses crimes, mais, au contraire, il va jusqu’à justifier ses crimes ce qui provoque la colère meurtrière de la foule qui menace de détruire son atelier et ses œuvres. La foule haineuse s’acharne sur Cardillac qui meurt en embrassant la chaîne d’or qui pend au cou de l’Officier, agenouillé près de lui aux côtés de sa fille.

## Discographie et vidéographie
- Joseph Keilberth, direction musicale, avec Dietrich Fischer-Dieskau, Leonore Kirschstein, Donald Grobe, Karl-Christian Kohn, Eberhard Katz, Elisabeth Söderström, Willi Nett -  Cologne Radio Choir et  Cologne Radio Symphony Orchestra; Deutsche Grammophon. Enregistrement de la version originale de 1926.
- Gerd Albrecht, direction musicale, avec Siegmund Nimsgern, Verena Schweizer, Robert Schunk, Harald Stamm, Josef Protschka, Gabriele Schnaut, Andreas Schmidt -  RIAS Chamber Choir - Berlin Radio Symphony Orchestra - Wergo, 1988. Enregistrement de la version originale de 1926.
- Kent Nagano, direction musicale, avec Alan Held, Angela Denoke, Christopher Ventris, Hannah Esther Minutillo, Charles Workman - Mise en scène de André Engel - orchestre et chœurs de l' opera National de Paris -  DVD Bel Air Classiques, (2007). Enregistrement de la version originale de 1926[8].
- Wolfgang Sawallisch, direction musicale avec Donald McIntyre, Robert Schunk, Maria de Francesca-Cavazza, Hans Günther Nöcker; chœurs et orchestre de l'opéra d'état de Bavière -  Mise en scène de Jean-Pierre Ponnelle; DVD (2008). Enregistrement de la version originale de 1926.